# Riccardo Fragassi
Riccardo Fragassi (Pisa, 4 giugno 1963) è un politico italiano, già deputato della Repubblica Italiana e fondatore del movimento politico Lega Nord in Toscana.

## Biografia
Nel 1982 consegue il diploma di maturità al liceo scientifico statale "Antonio Gramsci" di Firenze e nello stesso anno si iscrive alla facoltà di scienze politiche Cesare Alfieri di Firenze. Nel 1984 partecipa con successo al corso per ufficiale di complemento tenuto presso la Scuola di Applicazione Aeronautica Militare, al termine del quale è destinato con il grado di sottotenente, alla base aerea Nato di Ghedi (Brescia). Dopo avere vinto il concorso per la rafferma biennale nell'arma aeronautica, viene trasferito alla Scuola Telecomunicazioni Interforze di Chiavari (Genova), dove nel 1986 conosce Berenice Morelli, che sposerà 5 anni dopo e dalla quale avrà due figli, Tommaso (1995) e Caterina (2002).
Nel 1987, ottenuti i gradi di tenente, espleta le funzioni di comandante della Compagnia Comando nella Scuola Militare. Alla fine del 1988 frequenta con successo presso la Confesercenti di Firenze il corso per agente di commercio, professione che svolgerà dal 1989 al 1991 nel settore dell'arredamento. 

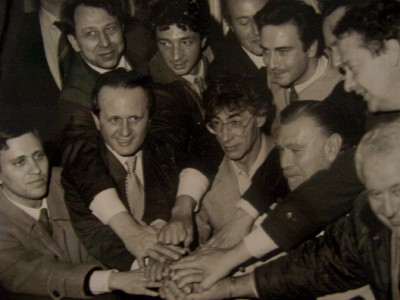
Alcuni militanti della Lega Nord Toscana nel 1994. Si riconoscono l'On. Umberto Bossi (al centro), l'On. Riccardo Fragassi (in alto) e linguista del '900 Prof. Gian Carlo Oli (accanto a Bossi), autore del Dizionario della Lingua Italiana, scomparso nel 1996.

Nella primavera del 1985 a Brescia viene a conoscenza del nascente movimento politico autonomista denominato "Lega Lombarda" di Umberto Bossi e nello stesso anno partecipa alle prime riunioni del "Comitato per la Toscana" fondato dal padre il 14 settembre 1985. Il 19 marzo 1986 il Comitato per la Toscana diffonde il "Messaggio ai Toscani - Rifondare la Toscana dai Comuni". Il 28 marzo 1987 si riunisce per l'ultima volta il Comitato per la Toscana con un gruppo di simpatizzanti e si costituisce il "Movimento per la Toscana". Tornato a Firenze al termine del triennio di servizio militare, nel 1988 fonda il movimento politico "Alleanza Toscana" in cui confluisce il Movimento per la Toscana e nel corso del primo congresso provinciale, viene eletto segretario per la provincia di Firenze.
Nel 1989 è tra i soci fondatori del movimento autonomista "Lega Toscana", nel quale è vicesegretario nazionale. Il 4 dicembre 1989, a Bergamo, sottoscrive per la Toscana, l'atto costitutivo del movimento politico federalista Lega Nord di cui è pertanto uno dei dieci "padri fondatori" insieme a Umberto Bossi (Lombardia), Franco Rocchetta (Veneto), Franco Castellazzi (Lombardia), Giorgio Conca (Lombardia), Gipo Farassino (Piemonte), Marilena Marin (Veneto), Bruno Ravera (Liguria), Francesco Speroni (Lombardia) e Carla Uccelli (Emilia). Nel 1991 è formalmente eletto all'unanimità membro del consiglio federale della Lega Nord, alle cui riunioni già partecipava dal 1989, per la sezione nazionale Toscana, incarico che conserverà fino a tutto il 1994. 
Viene eletto Deputato per la prima volta nelle consultazioni politiche del 5 e 6 aprile 1992, per la XI Legislatura, nella lista della Lega Nord, nella circoscrizione Firenze-Prato-Pistoia, con 4.012 voti di preferenza. Nella XI Legislatura fa parte della Commissione Difesa alla Camera dei Deputati dove esercita le funzioni di capo-gruppo per la Lega Nord e presenta il progetto di legge sulla ristrutturazione delle forze armate. È inoltre componente della delegazione parlamentare italiana presso la NATO con cui partecipa attivamente alle sessioni di Bruges e Berlino e della commissione bicamerale Stragi e Terrorismo, dove si impegna in particolare nelle inchieste riguardanti i rapporti tra mafia e terrorismo. 
Nel 1994 subentra come primo dei non eletti alla dimissionaria Maria Galli nella lista della Lega Nord per il riparto proporzionale dei seggi nella XII circoscrizione elettorale della Toscana. Nella XII Legislatura, sempre con le funzioni di capo-gruppo Lega Nord in Commissione Difesa, è relatore di maggioranza alla Camera dei deputati, sia per il I Governo Berlusconi che per il successivo Governo Dini, del disegno di legge in materia di "ristrutturazione delle forze armate e riforma del servizio di leva". Nel febbraio del 1995, in dissenso con la linea politica della Lega Toscana, con la quale aveva invece condiviso lo strappo nei confronti del primo Governo Berlusconi, presenta agli atti del 3º congresso straordinario della Lega Nord, una lettera motivata in cui comunica la sua decisione di lasciare il partito. Nel 1995 costituisce l' "Alleanza Federalista Toscana" di cui è il primo Presidente lo storico fiorentino Renzo Del Carria e aderisce al Gruppo misto alla Camera dei Deputati. Nel 1996, dopo il termine anticipato della XII Legislatura, si ritira dalla vita politica attiva.
Dal 1996 al 1998 è segretario del Presidente Commissione Difesa alla Camera e dal 1998 al 1999 consulente del Vice Presidente della Camera dei deputati. Dal 1999 collabora con una società toscana che opera nell'assistenza tecnica alle imprese e nella gestione e commercializzazione di centri commerciali.

## Opere
- Leghismo, Edizioni Agemina, Firenze, I ed. 1991